# Чемпіонат Європи з легкої атлетики 1934
Чемпіонат Європи з легкої атлетики 1934 був проведений 7-9 вересня в Турині на Муніципальному стадіоні Беніто Муссоліні.
Змагання стали першою в історії європейською першістю з легкої атлетики. Медалі були розіграні виключно серед чоловіків.
Фінн Матті Ярвінен встановив на чемпіонаті новий світовий рекорд зетання списа (76,66).

## Призери
| Дисципліни             | Золото                                                              | Золото     | Срібло                                                     | Срібло    | Бронза                                                                   | Бронза  |
| ---------------------- | ------------------------------------------------------------------- | ---------- | ---------------------------------------------------------- | --------- | ------------------------------------------------------------------------ | ------- |
| 100 метрів             | Кріс Бергер Нідерланди                                              | 10,6 CR    | Еріх Борхмаєр Німеччина                                    | 10,7      | Шир Йожеф Угорщина                                                       | 10,7    |
| 200 метрів             | Кріс Бергер Нідерланди                                              | 21,5 CR    | Шир Йожеф Угорщина                                         | 21,5 CR   | Тінус Озендарп Нідерланди                                                | 21,6    |
| 400 метрів             | Адольф Мецнер Німеччина                                             | 47,9 CR    | П'єр Скавінські Франція                                    | 48,0      | Бертіль фон Вахенфельдт Швеція                                           | 48,0    |
| 800 метрів             | Сабо Міклош Угорщина                                                | 1.52,0 CR  | Маріо Ланці Італія                                         | 1.52,0 CR | Вольфганг Дессекер Німеччина                                             | 1.52,2  |
| 1500 метрів            | Луїджі Беккалі Італія                                               | 3.54,6 CR  | Сабо Міклош Угорщина                                       | 3.55,2    | Роже Норман Франція                                                      | 3.57,0  |
| 5000 метрів            | Роже Рошар Франція                                                  | 14.36,8 CR | Януш Кусоцінський Польща                                   | 14.41,2   | Ільмарі Сальмінен Фінляндія                                              | 14.43,6 |
| 10000 метрів           | Ільмарі Сальмінен Фінляндія                                         | 31.02,6 CR | Арво Аскола Фінляндія                                      | 31.03,3   | Генрі Нільсен Данія                                                      | 31.27,4 |
| 110 метрів з бар'єрами | Ковач Йожеф Угорщина                                                | 14,8 CR    | Ервін Вегнер Німеччина                                     | 14,9      | Гольгер Альбрехтсен Норвегія                                             | 15,0    |
| 400 метрів з бар'єрами | Ганс Шеле Німеччина                                                 | 53,2 CR    | Акіллес Ярвінен Фінляндія                                  | 53,7      | Христос Мантікас Греція                                                  | 54,9    |
| 4×100 метрів           | Німеччина Егон Шайн Ервін Гільмайстер Герд Горнбергер Еріх Борхмаєр | 41,0 CR    | Угорщина Форгач Ласло Ковач Йожеф Шир Йожеф Дьєнеш Дьюла   | 41,4      | Нідерланди Тінус Озендарп Тьєрд Бурсма Роберт Янсен Кріс Бергер          | 41,6    |
| 4×400 метрів           | Німеччина Гельмут Гаманн Ганс Шеле Гаррі Фойгт Адольф Мецнер        | 3.14,1 CR  | Франція Робер Поль Серж Гуєс Раймон Буассе П'єр Скавінські | 3.15,6    | Швеція Свен Стремберг Пелле Піль Густаф Ерікссон Бертіль фон Вахенфельдт | 3.16,6  |
|                        |                                                                     |            |                                                            |           |                                                                          |         |
| Марафон                | Армас Тойвонен Фінляндія                                            | 2:52.29 CR | Торе Енохссон Швеція                                       | 2:54.36   | Ауреліо Дженгіні Італія                                                  | 2:55.04 |
| Ходьба 50 кілометрів   | Яніс Даліньш Латвія                                                 | 4:49.53 CR | Артур Телль Шваб Швейцарія                                 | 4:53.09   | Етторе Ріволта Італія                                                    | 4:54.06 |
|                        |                                                                     |            |                                                            |           |                                                                          |         |
| Стрибки у висоту       | Келеві Коткас Фінляндія                                             | 2,00 CR    | Біргер Гальворсен Норвегія                                 | 1,97      | Вейко Пересало Фінляндія                                                 | 1,97    |
| Стрибки з жердиною     | Густав Вегнер Німеччина                                             | 4,00 CR    | Бо Льюндберг Швеція                                        | 4,00 CR   | Джон Ліндрот Фінляндія                                                   | 3,90    |
| Стрибки у довжину      | Вільгельм Ляйхум Німеччина                                          | 7,45 CR    | Отто Берг Норвегія                                         | 7,31      | Луц Лонг Німеччина                                                       | 7,25    |
| Потрійний стрибок      | Віллем Петерс Нідерланди                                            | 14,89 CR   | Ерік Свенссон Швеція                                       | 14,83     | Онні Раясаарі Фінляндія                                                  | 14,74   |
| Штовхання ядра         | Арнольд Війдінг Естонія                                             | 15,19 CR   | Рісто Кунтсі Фінляндія                                     | 15,19     | Франтішек Доуда Чехословаччина                                           | 15,18   |
| Метання диска          | Гаральд Андерссон Швеція                                            | 50,38 CR   | Поль Вінтер Франція                                        | 47,09     | Доноган Іштван Угорщина                                                  | 45,91   |
| Метання молота         | Вілле Перхеля Фінляндія                                             | 50,34 CR   | Фернанде Ванделлі Італія                                   | 48,69     | Гуннар Янссон Швеція                                                     | 47,85   |
| Метання списа          | Матті Ярвінен Фінляндія                                             | 76,66 WR   | Матті Сіппала Фінляндія                                    | 69,97     | Густав Суле Естонія                                                      | 69,31   |
|                        |                                                                     |            |                                                            |           |                                                                          |         |
| Десятиборство          | Ганс-Гайнріх Зіферт Німеччина                                       | 6858 CR    | Лейф Дальгрен Швеція                                       | 6666      | Єжі Плавчик Польща                                                       | 6399    |

## Медальний залік
| Місце                | Країна               | Золото | Срібло | Бронза | Загалом |
| -------------------- | -------------------- | ------ | ------ | ------ | ------- |
| 1                    | Німеччина            | 7      | 2      | 2      | 11      |
| 2                    | Фінляндія            | 5      | 4      | 4      | 13      |
| 3                    | Нідерланди           | 3      | 0      | 2      | 5       |
| 4                    | Угорщина             | 2      | 3      | 2      | 7       |
| 5                    | Швеція               | 1      | 4      | 3      | 8       |
| 6                    | Франція              | 1      | 3      | 1      | 5       |
| 7                    | Італія               | 1      | 2      | 2      | 5       |
| 8                    | Естонія              | 1      | 0      | 1      | 2       |
| 9                    | Латвія               | 1      | 0      | 0      | 1       |
| 10                   | Норвегія             | 0      | 2      | 1      | 3       |
| 11                   | Польща               | 0      | 1      | 1      | 2       |
| 12                   | Швейцарія            | 0      | 1      | 0      | 1       |
| 13                   | Греція               | 0      | 0      | 1      | 1       |
| 13                   | Данія                | 0      | 0      | 1      | 1       |
| 13                   | Чехословаччина       | 0      | 0      | 1      | 1       |
| Загалом (15 збірних) | Загалом (15 збірних) | 22     | 22     | 22     | 66      |